# Deutsches Weidelgras
Das Deutsche Weidelgras, auch Ausdauernder Lolch (Lolium perenne) genannt, ist eine Pflanzenart aus der Gattung Lolch (Lolium) innerhalb der Familie der Süßgräser (Poaceae). Es ist ein sowohl in der Weiden- als auch in der Wiesennutzung ertragreiches und weitgehend unempfindliches Gras, das nahezu in jeder Art von Grünland Verwendung findet. Es gibt zahlreiche Sorten.
Entsprechend seiner weiten Verbreitung sind für dieses Gras im deutschsprachigen Raum eine Reihe weiterer Trivialnamen in Gebrauch: Ausdauerndes Weidelgras, Englisches Weidelgras, Englisches Raygras, Dauer-Lolch oder Dinkelspelze.

## Beschreibung

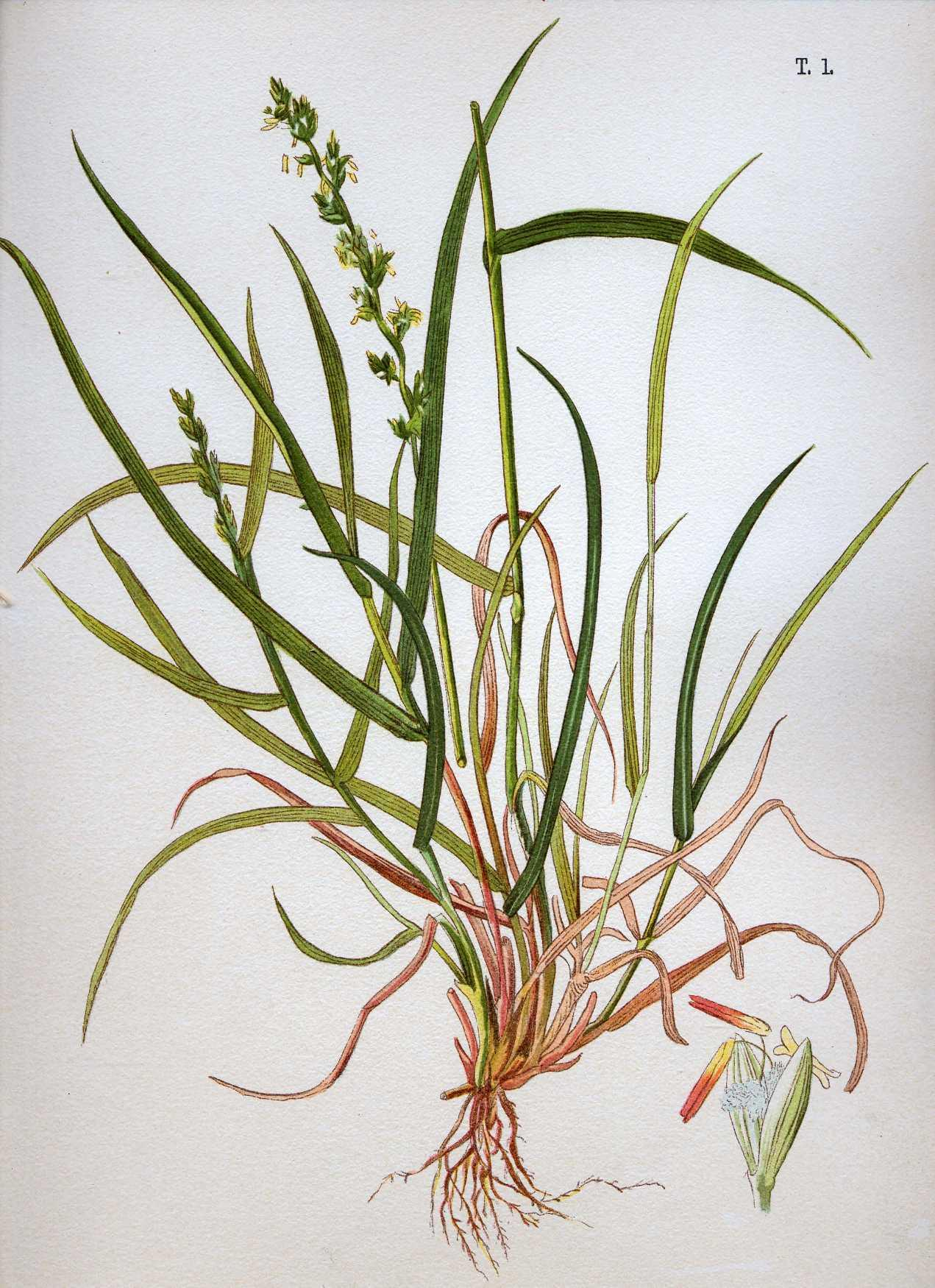
Illustration

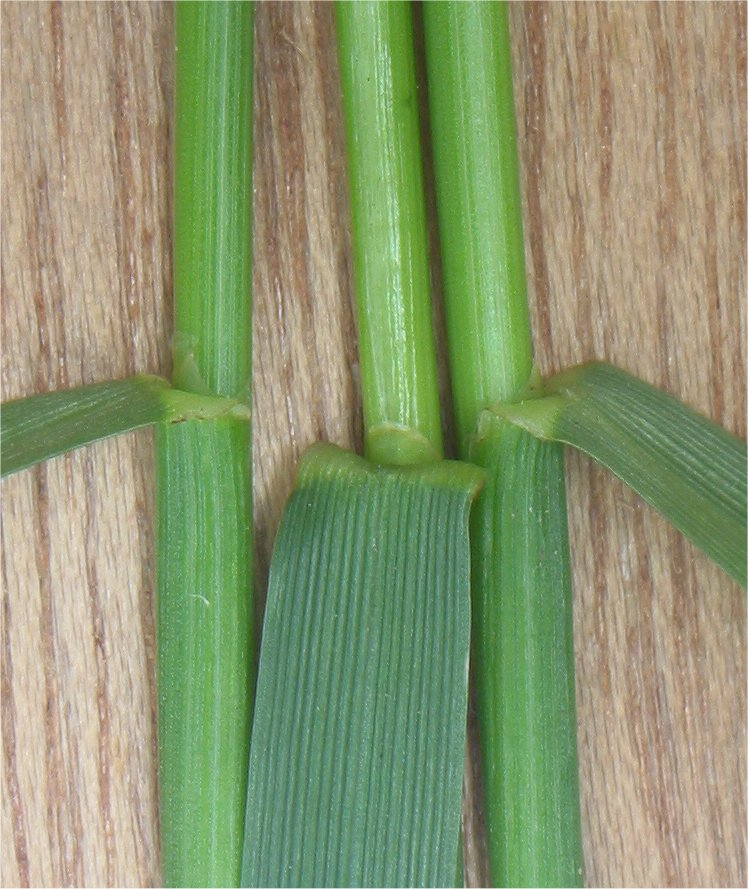
Halme und Laubblätter mit Blattscheide und Ligula

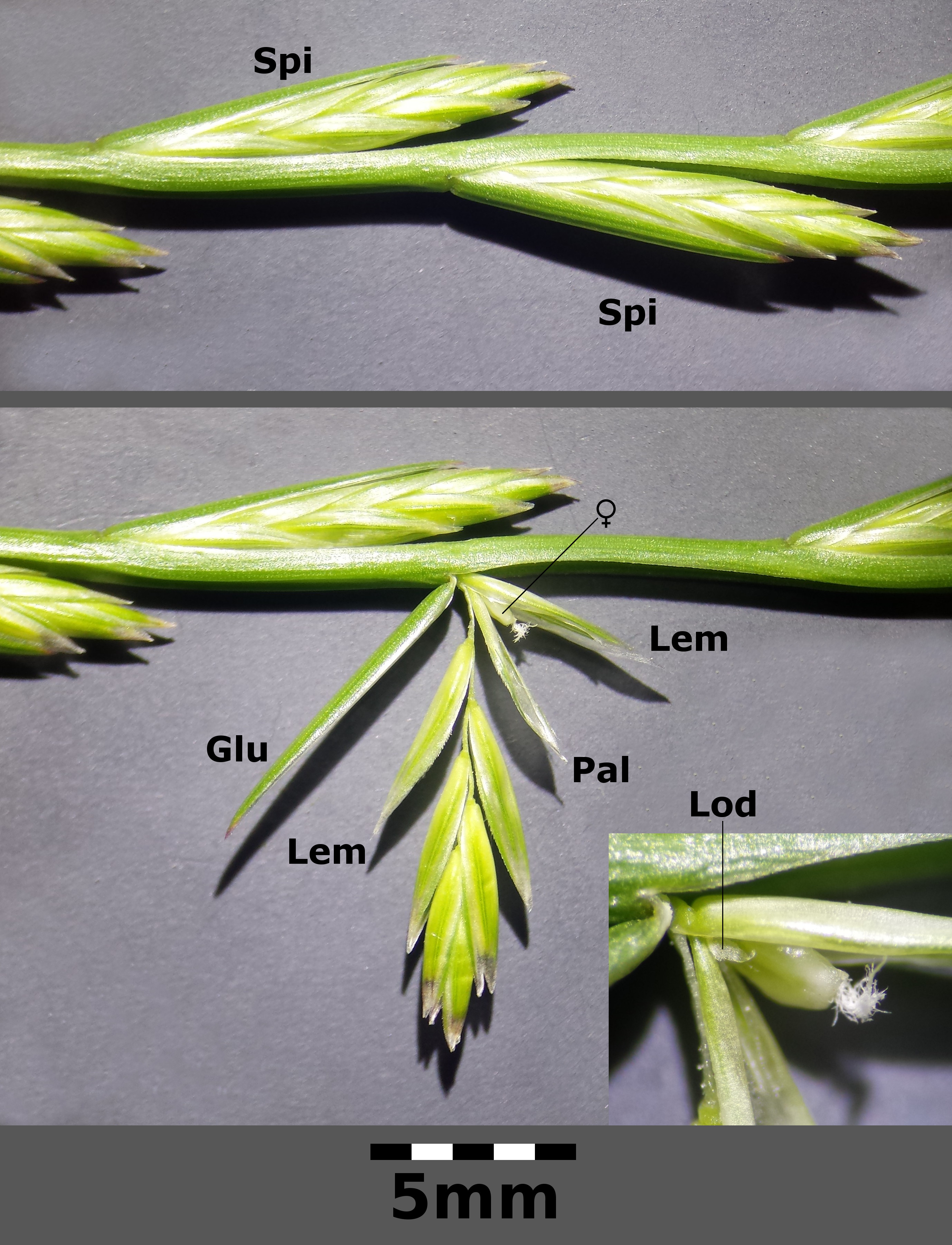
Auf der Ährenachse sitzen mehrere Ährchen (Spi, Spicula). Am Grund jedes Ährchens befindet sich eine Hüllspelze (Glu, Gluma), nur das endständige Ährchen besitzt zwei davon (im Bild nicht sichtbar). Auf der Ährchenachse sitzen mehrere Blüten, welche jeweils in eine Deckspelze (Lem, Lemma) und Vorspelze (Pal, Palea) eingehüllt sind. Die Perigonblätter (Lod, Lodiculae) sind winzig.

### Vegetative Merkmale
Das Deutsche Weidelgras wächst als ausdauernde krautige Pflanze in Horsten mit zahlreichen sterilen Blatttrieben. Aus den Wurzelstöcken treiben über kurze Ausläufer neue Tochterpflanzen (Rasenbildung). Die glatten Halme des Deutschen Weidelgrases steigen meist bogig auf und erreichen Wuchshöhen bis zu 70 Zentimetern. Die dunkelgrün-glänzenden Laubblätter sind 2 bis 4 Millimeter breit und bis zu 20 Zentimeter lang. Die Blattoberseite durch zahlreiche Längsriefen rau, die -unterseite glatt und mit einem deutlichen Kiel in der Mitte.

### Generative Merkmale
Die Blütezeit dauert vom Mai bis in den Herbst. Bereiche der Ähre sind sie S-förmig geschlängelt. In jeder Bucht (also wechselseitig mit deutlichem Abstand zueinander) sitzt ein Ährchen, und zwar mit der Schmalseite zum Halm (anders als bei der Quecke, Elymus repens, bei der die Ährchen quer stehen). Die ganze Ähre wirkt daher flächig abgeflacht und schlank. Der Ährenteil des Halmes ist bis zu 30 Zentimeter lang. Die Ährchen sind bis zu zwanzig Millimeter lang und enthalten zwei bis zehn Blüten. Alle Spelzen sind ohne Grannen.
Die Chromosomenzahl beträgt 2n = 14.

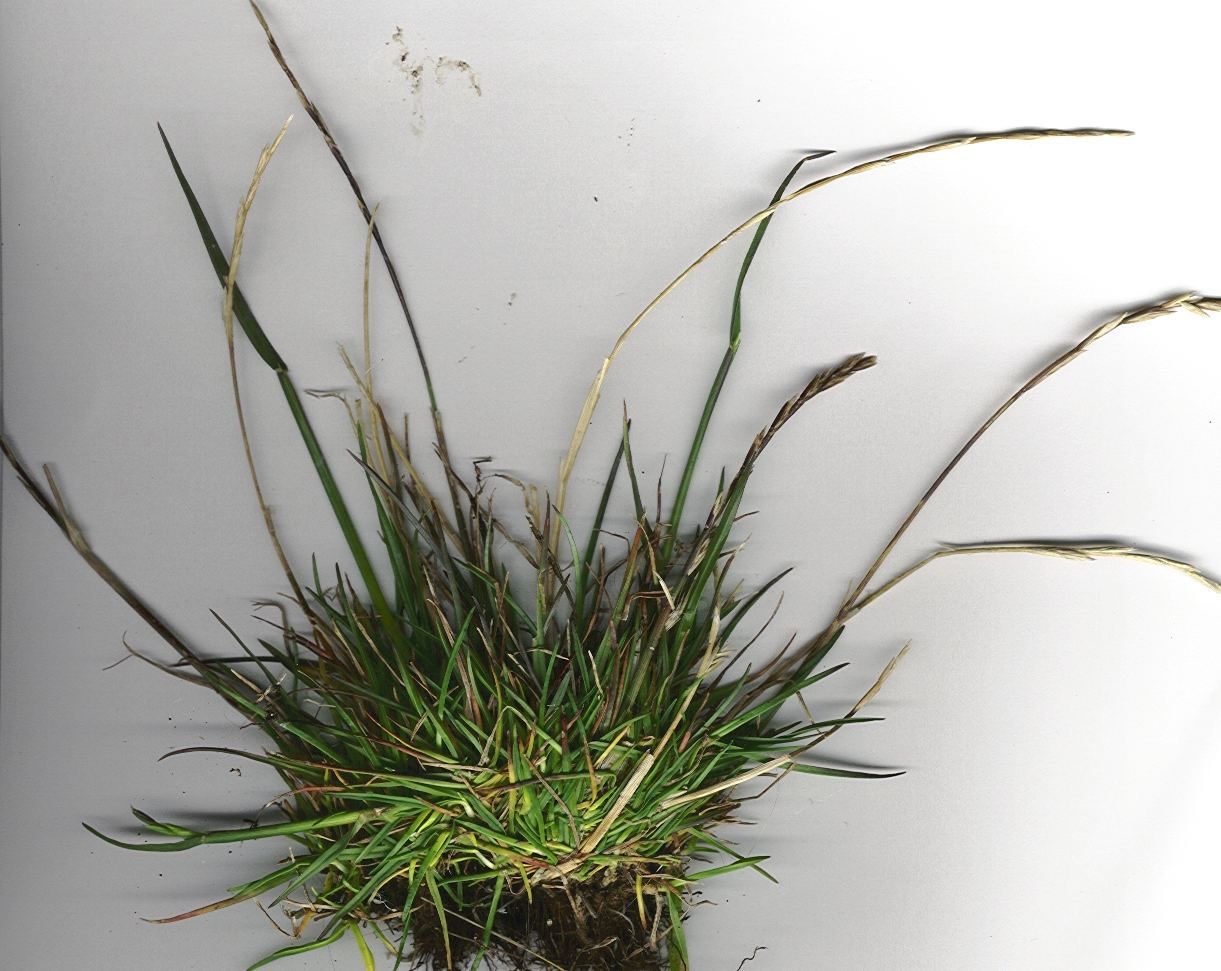
Habitus

## Ökologie
Das Deutsche Weidelgras ist ein ausdauernder, wintergrüner, Rasen bildender Hemikryptophyt. Vegetative Vermehrung erfolgt durch kurze Ausläufer, welche die horstig wachsenden Pflanzen netzartig miteinander verbinden.
Es ist windblütig vom „langstaubfädigen Typ“, schwach vorweiblich, selbststeril und ein häufiger Heuschnupfen-Erreger. Die Blütezeit dauert vom Mai bis in den Herbst.
Die Früchte sind Karyopsen mit (unbegrannten) Deck- und Vorspelzen als Ausbreitungseinheit (Spelzfrüchte, die wie biologische Kapseln wirken). Daneben findet Menschenausbreitung (auch als Kulturflüchter), Zufallsverbreitung durch Grasfresser sowie Wasserhaft- und Trittausbreitung statt.  Fruchtreife ist von August bis Oktober. Die Karyopsen sind Lichtkeimer.

## Ähnliche Arten
Das ebenfalls verbreitete Italienische Raygras  (Lolium multiflorum) ist in der Regel einjährig. Die Deckspelzen seiner Blüten haben meist eine bis zu 15 Millimeter lange Granne. Während die Blätter von Lolium perenne einfach gefaltet austreiben und einen Kiel auf der Unterseite haben, treiben die Blätter von Lolium multiflorum spiralig aufgerollt aus und haben dementsprechend keinen Kiel. Lolium multiflorum hat deutlich breitere Blätter (bis 10 Millimeter breit).
Die beiden Arten Lein-Lolch (Lolium remotum) und Taumel-Lolch (Lolium temulentum) sind sehr selten.

## Vorkommen
Das Deutsche Weidelgras kommt ursprünglich in Makaronesien, in Europa bis Sibirien und zum Himalaja sowie in Nordafrika vor. Es ist aber in vielen anderen Ländern ein Neophyt. In Europa kommt es in fast allen Ländern ursprünglich vor; es fehlt nur in Lettland und Nordmazedonien und kommt in Island, Estland und Finnland nur eingeschleppt vor.
Das Deutsche Weidelgras bevorzugt stickstoffreiche, auch oberflächlich verdichtete Böden mittlerer Feuchte in klimatisch günstigen Lagen. Dort ist es eines der häufigsten Gräser auf Wiesen und Weiden. Es kommt aber auch wild auf Grasflächen und an Wegrändern vor. Dieses Gras ist etwas frostempfindlich, was in kälteren oder höheren Lagen leicht zu Schäden führen kann, also z. B. zu Lücken im Rasen. Es stammt ursprünglich aus Europa, ist aber heute weltweit im Siedlungsumfeld verbreitet. Das Deutsche Weidelgras ist die Kennart der Weidelgrasweide (Lolio-Cynosuretum), kommt aber auch in Gesellschaften des Verbands Trittpflanzengesellschaft mit Polygonum aviculare vor.
Die ökologischen Zeigerwerte nach Landolt et al. 2010 sind in der Schweiz: Feuchtezahl F = 3w+ (mäßig feucht aber stark wechselnd), Lichtzahl L = 4 (hell), Reaktionszahl R = 3 (schwach sauer bis neutral), Temperaturzahl T = 3+ (unter-montan und ober-kollin), Nährstoffzahl N = 4 (nährstoffreich), Kontinentalitätszahl K = 3 (subozeanisch bis subkontinental), Salztoleranz = 1 (tolerant).
Das Deutsche Weidelgras steigt im Kanton Wallis in Zermatt bis 2565 Meter Meereshöhe und am Berninapass bis 2300 Meter auf.

## Systematik
Die Erstveröffentlichung von Lolium perenne erfolgte 1753 durch Carl von Linné in Species Plantarum, Tomus I, Seite 83. Ein Synonym für Lolium perenne L. ist Festuca perennis (L.) Columbus & J.P.Sm.
Je nach Autor gibt es etwa zwei Unterarten:
- Lolium perenne L. subsp. perenne
- Lolium perenne subsp. trabutii (Hochr.) Dobignard (Syn.: Lolium trabutii Hochr.): Sie kommt in Marokko und Algerien vor.[3]

## Nutzung
Durch seine Vorliebe für stickstoff- und phosphatreiche Böden spricht das Deutsche Weidelgras sehr gut auf Düngung an. Es verträgt Beweidung und häufigen Schnitt sehr gut. Seine ursprüngliche und auch heute noch wichtigste Bedeutung liegt in der Nutzung als Weidegras und in der Gewinnung von Heu und Silage. Es wird meist in einer Mischung mit anderen Gräsern und auch mit Klee angebaut.
Das Deutsche Weidelgras ist sehr trittresistent und regeneriert sich sehr schnell. Es ist damit gut geeignet für strapazierfähige Rasen in Sportanlagen, Parks und Ziergärten. Aus diesem Grund ist es ein typischer Bestandteil zahlreicher Rasenmischungen.
Derzeit sind für die verschiedenen Nutzungsarten über hundert Zuchtsorten von Lolium perenne bekannt.